# Bill Newton
Bill R. "Fig" Newton (Rockville, Indiana, 22 de diciembre de 1950) es un exjugador de baloncesto estadounidense que disputó dos temporadas en la ABA. Con 2,06 metros de estatura, jugaba en las posiciones de ala-pívot o pívot.

## Trayectoria deportiva

### Universidad
Jugó durante tres temporadas con los Tigers de la Universidad Estatal de Luisiana, en las que promedió 15,9 puntos y 9,5 rebotes por partido. La mejor anotación de su carrera fueron los 37 puntos que le metió a Georgetown, estableciendo además un récord de su universidad, consiguiendo 18 canastas de campo en un solo partido. En sus dos últimas temporadas fue incluido en el tercer mejor quinteto de la Southeastern Conference.

### Profesional
Tras no ser elegido en el Draft de la NBA de 1972, los Denver Rockets de la ABA adquirieron sus derechos, y los traspasaron a los Indiana Pacers. En su primera temporada, siendo uno de los últimos jugadores del banquillo, consiguió el anillo de campeón de la ABA, tras derrotar en las finales a los Kentucky Colonels. Newton colaboró con 2,4 puntos y 2,0 rebotes por partido.
Al año siguiente, tras once partidos disputados, fue despedido, retirándose del baloncesto profesional.

## Estadísticas de su carrera en la ABA

### Temporada regular
| Temporada | Edad | Equipo         | Liga | Pos. | P  | TIT | MIN | TC  | TCA | %TC  | 3P  | 3PA | %3P  | 2P  | 2PA | %2P  | TL  | TLA | %TL  | R.OF. | R.DEF. | REB | ASIS | ROB | TAP | PER | FP  | PTS |
| 1972-73   | 22   | Indiana Pacers | ABA  | PF   | 24 |     | 4.9 | 1.0 | 2.3 | .429 | 0.0 | 0.1 | .500 | 1.0 | 2.3 | .426 | 0.4 | 0.8 | .500 | 0.9   | 1.1    | 2.0 | 0.4  |     |     | 0.4 | 1.7 | 2.4 |
| 1973-74   | 23   | Indiana Pacers | ABA  | C    | 11 |     | 6.6 | 0.6 | 1.4 | .467 | 0.0 | 0.0 |      | 0.6 | 1.4 | .467 | 0.1 | 0.2 | .500 | 0.1   | 1.5    | 1.6 | 0.5  | 0.2 | 0.0 | 0.6 | 1.1 | 1.4 |
| Total     |      |                | ABA  |      | 35 |     | 5.4 | 0.9 | 2.0 | .437 | 0.0 | 0.1 | .500 | 0.9 | 2.0 | .435 | 0.3 | 0.6 | .500 | 0.6   | 1.2    | 1.9 | 0.4  | 0.2 | 0.0 | 0.5 | 1.5 | 2.1 |

### Playoffs
| Temporada | Edad | Equipo         | Liga | Pos. | P | TIT | MIN | TC  | TCA | %TC  | 3P  | 3PA | %3P  | 2P  | 2PA | %2P  | TL  | TLA | %TL | R.OF. | R.DEF. | REB | ASIS | ROB | TAP | PER | FP  | PTS |
| 1972-73 ❍ | 22   | Indiana Pacers | ABA  | PF   | 4 |     | 1.8 | 0.5 | 1.3 | .400 | 0.0 | 0.3 | .000 | 0.5 | 1.0 | .500 | 0.0 | 0.0 |     | 0.5   | 0.8    | 1.3 | 0.0  |     |     | 0.3 | 0.8 | 1.0 |
| Total     |      |                | ABA  |      | 4 |     | 1.8 | 0.5 | 1.3 | .400 | 0.0 | 0.3 | .000 | 0.5 | 1.0 | .500 | 0.0 | 0.0 |     | 0.5   | 0.8    | 1.3 | 0.0  |     |     | 0.3 | 0.8 | 1.0 |